# Zopfli
Zopfli est un algorithme de compression de données codant les données dans les formats DEFLATE, gzip et zlib créé par Jyrki Alakuijala et Lode Vandevenne, d'après un algorithme de Jyrki Alakuijala, pour la société Google. Il est notamment utilisé dans le format d'image PNG.
Zöpfli signifie « petite tresse au beurre » en suisse allemand. C'est un diminutif du substantif Zopf, abréviation en alémanique de Hefezopf. Une étymologie similaire est utilisée pour l'algorithme de compression Brotli.